# 妮古拉·莫里斯
妮古拉·莫里斯（英語：Nicola Morris，1967年9月9日—），新西兰女子柔道运动员。她曾代表新西兰参加1990年英联邦运动会柔道比赛，获得一枚铜牌。她也曾参加1992年夏季奥林匹克运动会。